# Orso Maria Guerrini
Orso Maria Guerrini (25 de octubre de 1943 en Florencia, Toscana) es un actor italiano

## Biografía y carrera
Guerrini debutó en la gran pantalla con pequeños papeles en películas de género spaghetti western y otras producciones de bajo presupuesto. Su trabajo más conocido fue en 1970 al interpretar al protagonista principal de E le stelle stanno a guardare dirigida por Anton Giulio Majano.
A lo largo de su carrera ha compaginado el cine y la televisión con su trabajo como actor de voz.
También es conocido por prestar su voz a un anuncio de la marca cervecera Birra Moretti.
En cuanto a su vida personal, está casado con la actriz Cristina Sebastianelli.

## Filmografía
- Due once di piombo, dirigida por Maurizio Lucidi (1967)
- Il mio corpo per un poker (1967)
- Mangiala, dirigida por Francesco Casaretti (1968)
- Roma come Chicago (1968)
- Corre, Cuchillo, corre, dirigida por Sergio Sollima (1968)
- Barbagia (La società del malessere) (1969)
- Il conformista (1970)
- Waterloo (1970)
- Rosolino Paternò soldato... (1970)
- Cuori solitari, dirigida por Franco Giraldi (1970)
- Cabalgando al infierno, dirigida por Vic Morrow (1970)
- Girolimoni, il mostro di Roma (1972)
- Il bacio di una morta (1974)
- Laure (1975)
- ’’Il testamento degli arcadi’’ (1975)
- L'uomo dei venti (1975)
- Roma a mano armata (1976)
- Nina (1976)
- Keoma (1976)
- Il grande racket (1976)
- Desideria La vita interiore (1980)
- La gatta da pelare (1981)
- Bosco d'amore (1981)
- La Piovra (1987)
- Nero come il cuore, dirigida por Maurizio Ponzi (TV movie)(1991)
- 18 anni tra una settimana (1991)
- L'Atlantide (1992)
- Il burattinaio (1994)
- L'ombre du pharaon (1996)
- Memsaab (1996)
- Una donna in fuga (1996)
- La colonia (1998)
- The Eighteenth Angel (1998)
- Annarè (1998)
- Alex l'ariete (2000)
- Un giudice di rispetto (2000)
- The Bourne Identity (2002)
- Countdown (2004)